# 9 (album de Damien Rice)
Albums de Damien Rice
O My Favourite Faded Fantasy
9 est le second album du chanteur irlandais Damien Rice. Paru le 3 novembre 2006, cet album a été réalisé par Warner Bros. Records.

## Liste des titres
| 1.    | 9 Crimes              | 3:37  |
| 2.    | The Animals Were Gone | 5:41  |
| 3.    | Elephant              | 5:56  |
| 4.    | Rootless Tree         | 4:22  |
| 5.    | Dogs                  | 4:10  |
| 6.    | Coconuts Skins        | 3:45  |
| 7.    | Me, My Yoko and I     | 5:57  |
| 8.    | Grey Room             | 5:43  |
| 9.    | Accidental Babies     | 6:33  |
| 10.   | Sleep Don't Weep      | 21:54 |
| 11.   | 9 Crimes (Demo)       | 3:11  |
| 70:23 |                       |       |